# Coupe de France féminine de water-polo 2024
Navigation
2023 2025
Le Trophée Alice Milliat (Coupe de France de water-polo) est la 3e édition du Trophée Alice Milliat (et la 7e édition de la Coupe de France féminine de water-polo), compétition à élimination directe mettant aux prises les 4 meilleurs clubs de water-polo du Championnat de France Elite à la mi-saison.
La compétition est exceptionnellement disputée en novembre 2023 en raison d'un calendrier international chargé début 2024.

## Phase finale
|  | Demi-finales                          | Demi-finales                          |                            |    | Finale                              | Finale                              |
|  | Demi-finales                          | Demi-finales                          |                            |    | Finale                              | Finale                              |
|  |                                       |                                       |                            |    |                                     |                                     |
|  | vendredi 10 novembre 2023, Strasbourg | vendredi 10 novembre 2023, Strasbourg |                            |    | samedi 11 novembre 2023, Strasbourg | samedi 11 novembre 2023, Strasbourg |
|  | vendredi 10 novembre 2023, Strasbourg | vendredi 10 novembre 2023, Strasbourg |                            |    | samedi 11 novembre 2023, Strasbourg | samedi 11 novembre 2023, Strasbourg |
|  | Lille Métropole Water-Polo            | 29                                    |                            |    | samedi 11 novembre 2023, Strasbourg | samedi 11 novembre 2023, Strasbourg |
|  | Lille Métropole Water-Polo            | 29                                    |                            |    | samedi 11 novembre 2023, Strasbourg | samedi 11 novembre 2023, Strasbourg |
|  | USB Bordeaux                          | 4                                     |                            |    | samedi 11 novembre 2023, Strasbourg | samedi 11 novembre 2023, Strasbourg |
|  | USB Bordeaux                          | 4                                     | Lille Métropole Water-Polo | 10 |                                     |                                     |
|  | vendredi 10 novembre 2023, Strasbourg |                                       | Lille Métropole Water-Polo | 10 |                                     |                                     |
|  |                                       | Mulhouse Water-Polo                   | 9                          |    |                                     |                                     |
|  | Mulhouse Water-Polo                   | Mulhouse Water-Polo                   | 9                          | 24 |                                     |                                     |
|  | Mulhouse Water-Polo                   |                                       |                            | 24 |                                     |                                     |
|  | ASPTT Nancy                           | 7                                     |                            |    |                                     |                                     |
|  | ASPTT Nancy                           | 7                                     | Match pour la 3e place     |    |                                     |                                     |
|  |                                       |                                       |                            |    |                                     |                                     |
|  | samedi 11 novembre 2023, Strasbourg   |                                       |                            |    |                                     |                                     |
|  |                                       |                                       |                            |    |                                     |                                     |
|  | USB Bordeaux                          | 3                                     |                            |    |                                     |                                     |
|  | USB Bordeaux                          | 3                                     |                            |    |                                     |                                     |
|  | ASPTT Nancy                           | 23                                    |                            |    |                                     |                                     |
|  | ASPTT Nancy                           | 23                                    |                            |    |                                     |                                     |